# Isbrynet
Isbrynet är en kulle i Antarktis. Den ligger i Östantarktis. Norge gör anspråk på området. Toppen på Isbrynet är 2 225 meter över havet.
Terrängen runt Isbrynet är huvudsakligen platt, men österut är den kuperad. Isbrynet är den högsta punkten i trakten. Trakten är obefolkad. Det finns inga samhällen i närheten.